# Urraca López de Haro
Urraca López de Haro (asi 1160 – asi 1230, Vileña) byla v letech 1185/1187 až 1188 leónská královna choť po sňatku s králem Ferdinandem II. Byla dcerou hraběte Lope Díaze de Haro, pána biskajského a jeho manželky hraběnky Aldonzy, zakladatelů kláštera v Cañas. Založila klášter Santa María la Real ve městě Vileña, kde žila na sklonku svého života a kde byla pohřbena.

## Biografie
Urraca se poprvé provdala asi v roce 1180 za příbuzného své matky, galicijského velmože Nuña Meléndeze, syna Melenda Núñeze a Maríi Fróilaz. Kolem roku 1182 se stala milenkou krále Fernanda po smrti jeho druhé manželky Teresy Fernández de Traba. Vzali se o několik let později v květnu 1187 a král jí daroval několik nemovitostí v Aguilar a Monteagudu. Vědoma si toho, že se její manžel blíží ke konci života, pokusila se, aby byl jejich jediný přeživší syn Sancho, prohlášen dědicem trůnu proti zájmům Alfonsa, později korunovaného jako Alfonse IX. Leónského, syna krále Ferdinanda a jeho první manželky Urracy Portugalské. Tvrdila, že infant Alfons byl nelegitimní, protože manželství jeho rodičů bylo anulováno kvůli jejich příbuzenství. Král Ferdinand zřejmě vyhnal svého syna Sancha ze dvora, což bylo považováno za triumf Urracy.
Král Ferdinand zemřel v Benavente 22. ledna 1188 a jeho nástupcem se stal jeho prvorozený Alfons IX. Leónský. Po jeho smrti musela Urraca hledat útočiště v Kastilii, kde vládl synovec jejího bývalého manžela Alfons VIII., a ochranu svého majetku v Leónu svěřila svému bratrovi Diegu Lópezovi II. de Haro. Přesto Alfons IX. Leónský, znepokojený mocí rodu Haro, dosáhl dohody s králem Alfonsem VIII. Kastilským a zaútočil na pevnosti vlastněné Urracou v Leónském království.

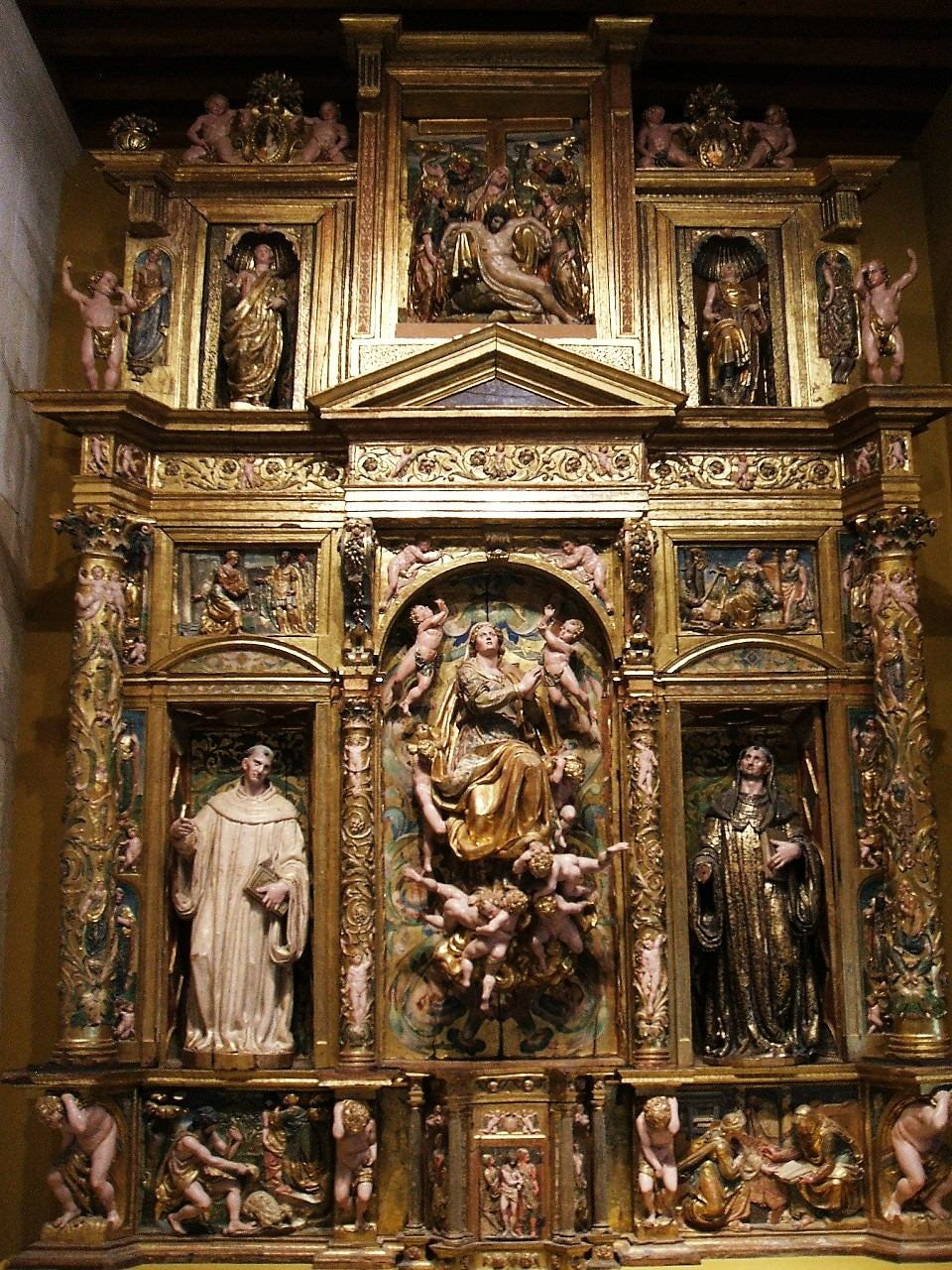
Oltářní obraz zaniklého kláštera Santa María la Real ve městě Vileña uchovávaný v muzeu Burgos

V roce 1213 jí hrabě Álvaro Núñez de Lara, manžel její neteře Urracy Díaz de Haro, daroval několik nemovitostí v La Burebě, s nimiž později v roce 1222 založila klášter Santa María la Real ve městě Vileña a svěřila jeho správu cisterciákům. Přestože nebyla jeho abatyší, stala se jeptiškou a byla pohřbena v kamenném hrobě umístěném v presbytáři kostela v klášteře. Po zničení kláštera požárem v roce 1970 byl hrob následně přenesen do muzea ve městě Vileña a poté znovu do muzea v Burgosu.
Královna Urraca byla mylně identifikována jako abatyše v klášteře v Cañas. Jak ukazují dobové zdroje, byla to její neteř Urraca Díaz de Haro, která byla ve skutečnosti abatyší tohoto kláštera.

## Urraca v současných pramenech
Urraca se často objevuje ve středověkých zdrojích:
- V srpnu 1183 jí král Ferdinand II. daroval pozemky ve městech Villamor, Burón a Omaña.[5]
- Dne 1. července 1190 jí Alfons VIII. Kastilský dal města Vileña, La Vid de Bureba a Villaprovedo a královské majetky v Besze a Pedraladě.[3]
- Dne 2. února 1194 potvrdila klášteru San Salvador de Oña jeho vlastnictví kopců v Piedraladě udělené o rok dříve klášteru Alfonsem VIII. Kastilským s tím, že to dělá pro amore de domno Didaco meo fratre. Tento dar potvrdil její syn Sancho a její bratr Diego.[6]
- V roce 1195 darovala se svými dětmi Sanchem a Maríou Núñez pozemky v Mahude.[7]
- Dne 15. dubna 1222 jako vdova po Ferdinandovi II. za svou duši a duši svých dětí darovala všechny své majetky ve městě Vileña a v dalších dvanácti lokalitách jeptiškám v opatství Santa María la Real de Las Huelgas. Tyto majetky začlenila do svého předchozího daru pro založení kláštera ve městě Vileña, kde se první abatyší stala Elvíra García.[3]
- Dne 10. května 1224 vydal papež Honorius III. dokument adresovaný královně Urracě „již jeptišce v tomto klášteře“ a náboženské komunitě, ve kterém vzal ji a vazaly La Vida a Villaproveda pod svou ochranu.[3]

## Manželství a potomstvo
Se svým prvním manželem Nuño Meléndezem měla dceru:
- María Núñez († 1255), která se svou matkou a svým nevlastním bratrem Sanchem v roce 1195 učinila dar klášteru Santa María de Trianos. Ačkoli nebyla abatyší, byla dočasnou správkyní kláštera ve městě Vileña založeného její matkou.[3]

S králem Ferdinandem měla tři syny:
- Infant García Fernández Leónský (1182–1184) (narozen před svatbou).
- Infant Alfonso Fernández Leónský (1184–1188).
- Infant Sancho Leónský (1186/1187–1220), který po své matce zdědil Monteagudo a Aguilar, se v roce 1210 oženil s Teresou Díaz de Haro, dcerou Diega Lópeze II. de Haro, pána biskajského a Tody Pérez de Azagra.

## Pohřeb

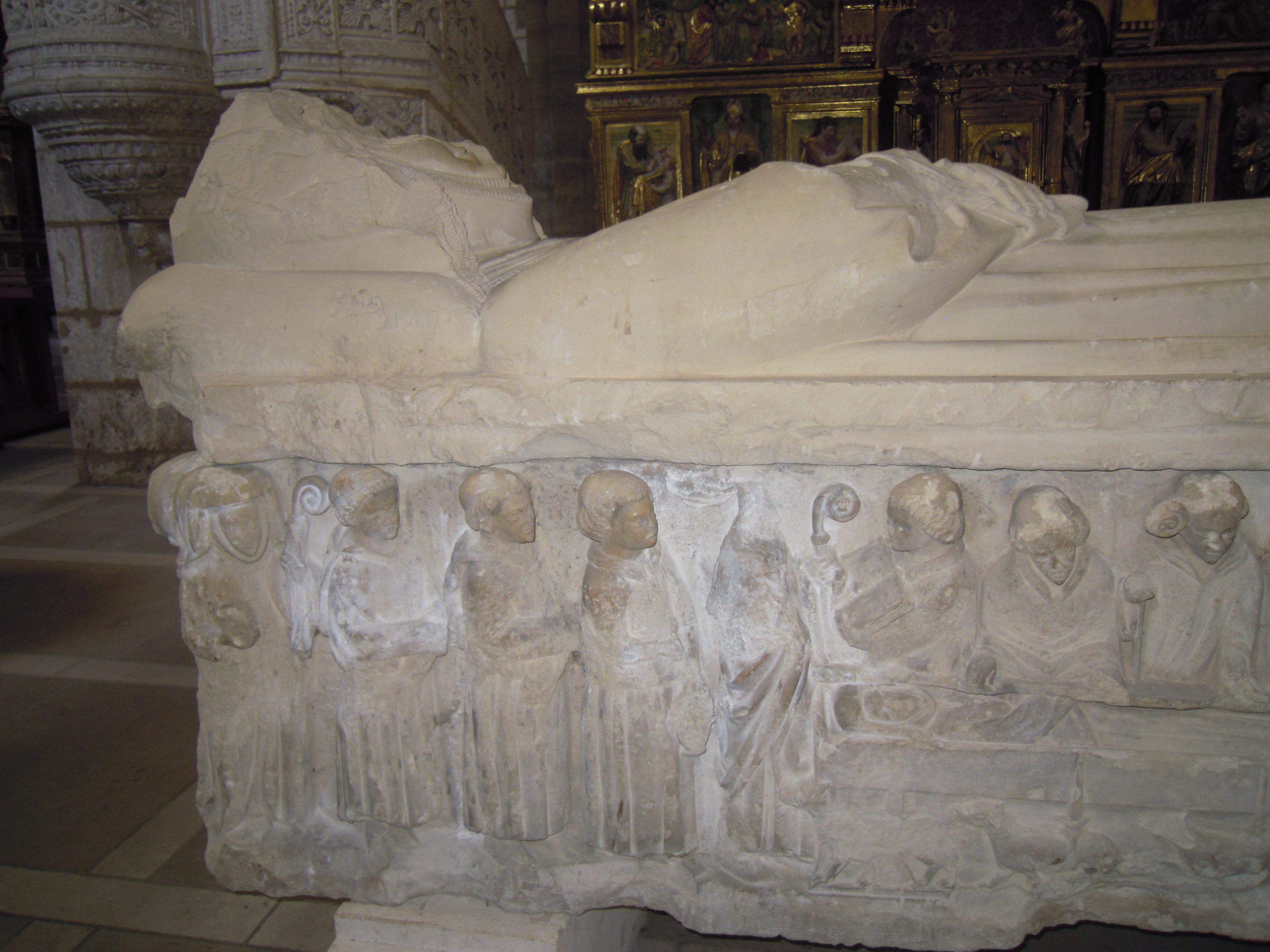
Hrob Urracy

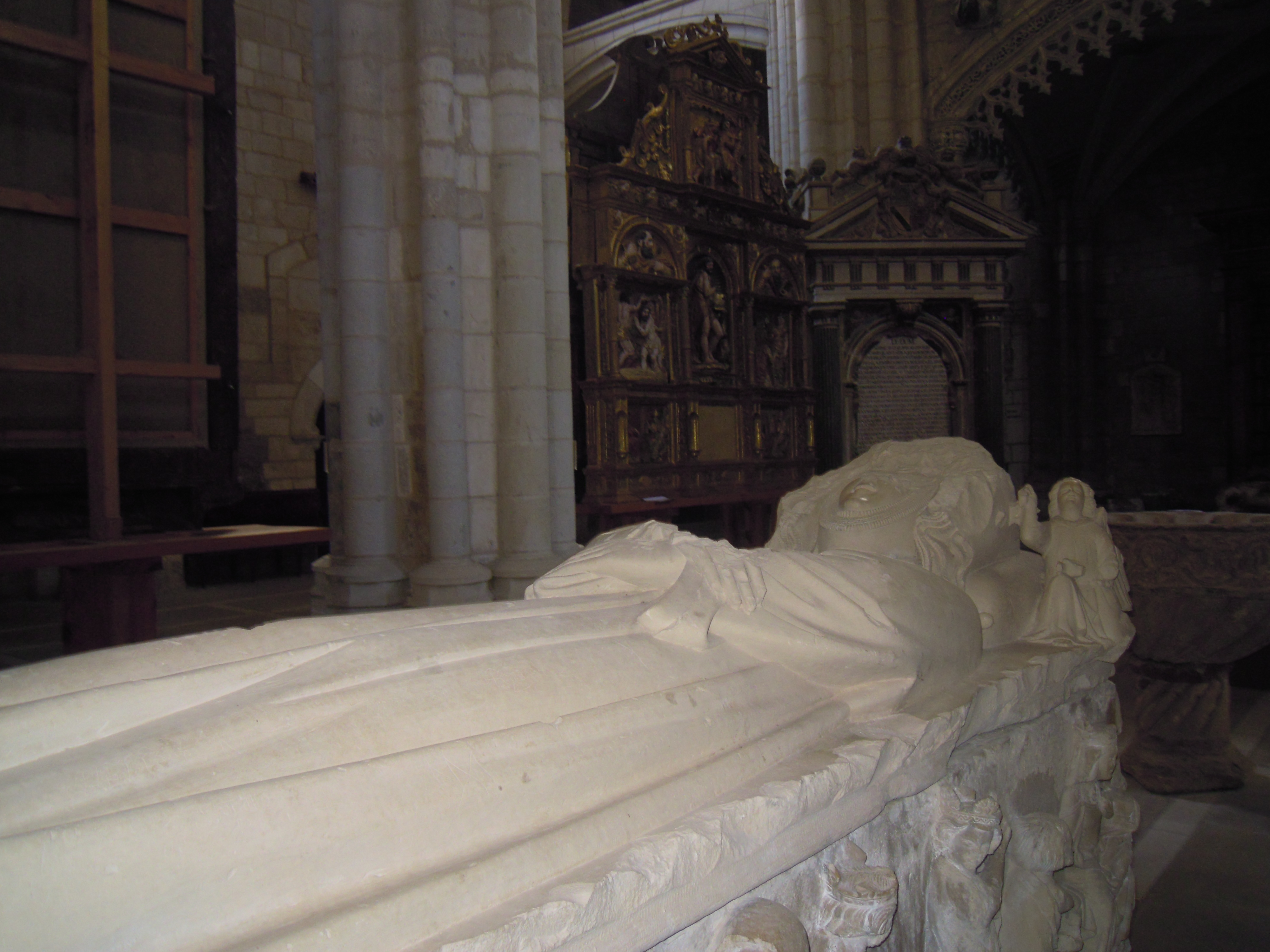
Hrob Urracy

Královna Urraca byla pohřbena, oblečená jako jeptiška s rukama založenýma na hrudi, v kamenném hrobě, který byl dříve v klášteře Santa María la Real ve městě Vileña v Burgosu, který založila a nyní je v troskách. Její sarkofág, v současnosti v Museo del Retablo v Burgosu, nese u jejích nohou tento nápis: DOÑA HURRACA hYJA DeL CONDE DON LOPE DÍAZ / MVGER DEL REY DON FERNANDO DE LEON (Doña Urraca, dcera hraběte Lope Díaze, manželka krále Ferdinanda Leónského).

## Vývod z předků
|                      |                             |  |                |                             |  |  |  |  |  |  |  | Íñigo López |
|                      |                             |  |                |                             |  |  |  |  |  |  |  |             |
|                      | Lope Íñiguez                |  |                |                             |  |  |  |  |  |  |  |             |
|                      |                             |  |                |                             |  |  |  |  |  |  |  |             |
|                      |                             |  |                | Toda Ortiz                  |  |  |  |  |  |  |  |             |
|                      |                             |  |                |                             |  |  |  |  |  |  |  |             |
|                      | Diego López I. de Haro      |  |                |                             |  |  |  |  |  |  |  |             |
|                      |                             |  |                |                             |  |  |  |  |  |  |  |             |
|                      |                             |  |                | Diego Alvarez, Señor de Oca |  |  |  |  |  |  |  |             |
|                      |                             |  |                |                             |  |  |  |  |  |  |  |             |
|                      | Tecla Diaz de Oca           |  |                |                             |  |  |  |  |  |  |  |             |
|                      |                             |  |                |                             |  |  |  |  |  |  |  |             |
|                      |                             |  |                | Toda                        |  |  |  |  |  |  |  |             |
|                      |                             |  |                |                             |  |  |  |  |  |  |  |             |
|                      | Lope Díaz I. de Haro        |  |                |                             |  |  |  |  |  |  |  |             |
|                      |                             |  |                |                             |  |  |  |  |  |  |  |             |
|                      |                             |  |                | Sancho Macerátiz            |  |  |  |  |  |  |  |             |
|                      |                             |  |                |                             |  |  |  |  |  |  |  |             |
|                      | Sancho Sánchez              |  |                |                             |  |  |  |  |  |  |  |             |
|                      |                             |  |                |                             |  |  |  |  |  |  |  |             |
|                      |                             |  |                |                             |  |  |  |  |  |  |  |             |
|                      |                             |  |                |                             |  |  |  |  |  |  |  |             |
|                      | Maria Sanchez de Navarre    |  |                |                             |  |  |  |  |  |  |  |             |
|                      |                             |  |                |                             |  |  |  |  |  |  |  |             |
|                      |                             |  |                | Ordoño Ordóñez              |  |  |  |  |  |  |  |             |
|                      |                             |  |                |                             |  |  |  |  |  |  |  |             |
|                      | Urraca Ordonez de León      |  |                |                             |  |  |  |  |  |  |  |             |
|                      |                             |  |                |                             |  |  |  |  |  |  |  |             |
|                      |                             |  |                |                             |  |  |  |  |  |  |  |             |
|                      |                             |  |                |                             |  |  |  |  |  |  |  |             |
| Urraca López de Haro |                             |  |                |                             |  |  |  |  |  |  |  |             |
|                      |                             |  |                |                             |  |  |  |  |  |  |  |             |
|                      |                             |  | García Ordóñez |                             |  |  |  |  |  |  |  |             |
|                      |                             |  |                |                             |  |  |  |  |  |  |  |             |
|                      | Fernando García de Hita     |  |                |                             |  |  |  |  |  |  |  |             |
|                      |                             |  |                |                             |  |  |  |  |  |  |  |             |
|                      |                             |  |                | Urraca di Navarra           |  |  |  |  |  |  |  |             |
|                      |                             |  |                |                             |  |  |  |  |  |  |  |             |
|                      | Rodrigo Fernández de Castro |  |                |                             |  |  |  |  |  |  |  |             |
|                      |                             |  |                |                             |  |  |  |  |  |  |  |             |
|                      |                             |  |                | Pedro Ansúrez               |  |  |  |  |  |  |  |             |
|                      |                             |  |                |                             |  |  |  |  |  |  |  |             |
|                      | Mayor Pérez                 |  |                |                             |  |  |  |  |  |  |  |             |
|                      |                             |  |                |                             |  |  |  |  |  |  |  |             |
|                      |                             |  |                | Eylo Alfonso                |  |  |  |  |  |  |  |             |
|                      |                             |  |                |                             |  |  |  |  |  |  |  |             |
|                      | Aldonza Ruiz                |  |                |                             |  |  |  |  |  |  |  |             |
|                      |                             |  |                |                             |  |  |  |  |  |  |  |             |
|                      |                             |  |                |                             |  |  |  |  |  |  |  |             |
|                      |                             |  |                |                             |  |  |  |  |  |  |  |             |
|                      | Álvar Fáñez                 |  |                |                             |  |  |  |  |  |  |  |             |
|                      |                             |  |                |                             |  |  |  |  |  |  |  |             |
|                      |                             |  |                |                             |  |  |  |  |  |  |  |             |
|                      |                             |  |                |                             |  |  |  |  |  |  |  |             |
|                      | Eilo Alvarez de Minaya      |  |                |                             |  |  |  |  |  |  |  |             |
|                      |                             |  |                |                             |  |  |  |  |  |  |  |             |
|                      |                             |  |                | Pedro Ansúrez               |  |  |  |  |  |  |  |             |
|                      |                             |  |                |                             |  |  |  |  |  |  |  |             |
|                      | Mayor Pérez                 |  |                |                             |  |  |  |  |  |  |  |             |
|                      |                             |  |                |                             |  |  |  |  |  |  |  |             |
|                      |                             |  |                | Eylo Alfonso                |  |  |  |  |  |  |  |             |
|                      |                             |  |                |                             |  |  |  |  |  |  |  |             |